# Pachitea ryma
Pachitea ryma är en insektsart som beskrevs av Young 1977. Pachitea ryma ingår i släktet Pachitea och familjen dvärgstritar. Inga underarter finns listade i Catalogue of Life.